# Rosselin Glacier
Rosselin Glacier är en glaciär i Antarktis. Den ligger i Västantarktis. Argentina, Chile och Storbritannien gör anspråk på området. Rosselin Glacier ligger 2 136 meter över havet.
Terrängen runt Rosselin Glacier är kuperad västerut, men österut är den bergig. Trakten är obefolkad. Det finns inga samhällen i närheten.